# كوروين د. إدواردز
كوروين د. إدواردز (بالإنجليزية: Corwin D. Edwards)‏ هو اقتصادي أمريكي، ولد في 1901 في نيفادا في الولايات المتحدة، وتوفي في 21 أبريل 1979 في دالاس في الولايات المتحدة.